# Mistrzostwa Europy w Lekkoatletyce 2016 – bieg na 1500 m kobiet
Bieg na 1500 metrów kobiet – jedna z konkurencji biegowych rozgrywanych podczas lekkoatletycznych mistrzostw Europy na Stadionie Olimpijskim w Amsterdamie.

## Terminarz
| Data     | Godzina |            |
| -------- | ------- | ---------- |
| 8 lipca  | 18:15   | Eliminacje |
| 10 lipca | 17:45   | Finał      |

## Rekordy
|                                        | Zawodniczka       | Wynik   | Miejsce  | Data                  |
| -------------------------------------- | ----------------- | ------- | -------- | --------------------- |
| Rekord świata                          | Genzebe Dibaba    | 3:50,07 | Monako   | 17 lipca 2015(dts)    |
| Rekord Europy                          | Tatjana Kazankina | 3:52,47 | Zurych   | 13 sierpnia 1980(dts) |
| Rekord mistrzostw Europy               | Tatjana Tomaszowa | 3:56,91 | Göteborg | 13 sierpnia 2006(dts) |
| Najlepszy wynik na świecie w 2016 roku | Faith Kipyegon    | 3:56,41 | Eugene   | 28 maja 2016(dts)     |
| Najlepszy wynik w Europie w 2016 roku  | Laura Muir        | 4:00,53 | Oslo     | 9 czerwca 2016(dts)   |

## Rezultaty

### Eliminacje
Awans: Cztery najszybsze zawodniczki z każdego biegu (Q) oraz cztery z najlepszymi czasami wśród przegranych (q) .
| Pozycja | Bieg | Zawodnik                      | Reprezentacja   | Czas    | Uwagi |
| ------- | ---- | ----------------------------- | --------------- | ------- | ----- |
| 1.      | 2    | Amela Terzić                  | Serbia          | 4:09,71 | Q     |
| 2.      | 2    | Lucia Hrivnák Klocová         | Słowacja        | 4:10,90 | Q     |
| 3.      | 2    | Sofia Ennaoui                 | Polska          | 4:10,99 | Q     |
| 4.      | 2    | Sarah McDonald                | Wielka Brytania | 4:11,14 | Q     |
| 5.      | 2    | Solange Andreia Pereira       | Hiszpania       | 4:11,48 | q     |
| 6.      | 2    | Ingvill Måkestad Bovim        | Norwegia        | 4:11,54 | q     |
| 7.      | 2    | Maren Kock                    | Niemcy          | 4:11,67 | q     |
| 8.      | 2    | Margherita Magnani            | Włochy          | 4:11,78 | q     |
| 9.      | 2    | Florina Pierdevară            | Rumunia         | 4:12,37 |       |
| 10.     | 1    | Sifan Hassan                  | Holandia        | 4:13,45 | Q     |
| 11.     | 1    | Angelika Cichocka             | Polska          | 4:13,47 | Q     |
| 12.     | 1    | Ciara Mageean                 | Irlandia        | 4:13,61 | Q     |
| 13.     | 1    | Marta Pen                     | Portugalia      | 4:13,74 | Q     |
| 14.     | 1    | Darja Barysiewicz             | Białoruś        | 4:14,06 |       |
| 15.     | 1    | Danuta Urbanik                | Polska          | 4:14,86 |       |
| 16.     | 2    | Anastasia-Panayiota Marinakou | Grecja          | 4:16,53 |       |
| 17.     | 1    | Marta Pérez                   | Hiszpania       | 4:17,24 |       |
| 18.     | 1    | Melissa Courtney              | Wielka Brytania | 4:18,74 |       |
| 19.     | 1    | Claudia Bobocea               | Rumunia         | 4:18,98 |       |
| 20.     | 1    | Liina Tšernov                 | Estonia         | 4:29,47 |       |
| –       | 1    | Natalija Pryszczepa           | Belgia          | DNF     |       |

### Finał
Źródło: .
| Poz. | Zawodniczka             | Reprezentacja   | Czas    | Uwagi |
| ---- | ----------------------- | --------------- | ------- | ----- |
| 01 ! | Angelika Cichocka       | Polska          | 4:33,00 |       |
| 02 ! | Sifan Hassan            | Holandia        | 4:33,76 |       |
| 03 ! | Ciara Mageean           | Irlandia        | 4:33,78 |       |
| 4.   | Ingvill Måkestad Bovim  | Norwegia        | 4:34,15 |       |
| 5.   | Marta Pen               | Portugalia      | 4:34,41 |       |
| 6.   | Maren Kock              | Niemcy          | 4:34,54 |       |
| 7.   | Sofia Ennaoui           | Polska          | 4:34,84 |       |
| 8.   | Solange Andreia Pereira | Hiszpania       | 4:34,88 |       |
| 9.   | Sarah McDonald          | Wielka Brytania | 4:34,93 |       |
| 10.  | Lucia Hrivnák Klocová   | Słowacja        | 4:35,61 |       |
| 11.  | Margherita Magnani      | Włochy          | 4:36,51 |       |
| 12.  | Amela Terzić            | Serbia          | 4:37,70 |       |